# Markaz al Minyā
Markaz al Minyā (arabiska: مركز المنيا) är en region i Egypten.   Den ligger i guvernementet Al-Minya, i den centrala delen av landet, 230 km söder om huvudstaden Kairo.